# زاویه روله
زاویه روله، (به فرانسوی: Xavier Rolet) (زاده ۱۲ نوامبر ۱۹۵۹) کارآفرین، بازرگان و مدیر ارشد اجرایی بریتانیایی الجزایری‌تبار زاده فرانسه است، که در حال حاضر به‌عنوان مدیر عامل اجرایی گروه بورس اوراق بهادار لندن فعالیت می‌کند. وی پیش از این، معاون رییس فدراسیون جهانی بورس بود، همچنین سابقه فعالیت در شرکت گلدمن ساکس را نیز دارا می‌باشد.